# فابیان پاوون
فابیان پاوون (انگلیسی: Fabian Pavone؛ زادهٔ ۵ فوریهٔ ۲۰۰۰) بازیکن فوتبال است.
از باشگاه‌هایی که در آن بازی کرده‌است می‌توان به باشگاه فوتبال دلفینو پسکارا اشاره کرد.